# Список глав государств в 286 году
Список глав государств в 285 году — 286 год — Список глав государств в 287 году — Список глав государств по годам

## Африка
- Мероитское царство (Куш):
  - Тамелердеамани, царь (266 — 286)
  - Иесбехеамани, царь (286 — 306)

## Азия
- Вакатака — Праварасена I, император (270 — 330)
- Гассаниды — Талабах ибн Амр, царь (270 — 287)
- Гупта — Гхатоткача, махараджа (280 — 319)
- Дханьявади — Тюрия Патипат, царь[англ.] (245 — 298)
- Западные Кшатрапы — Бхартрдаман, махакшатрап (282 — 295)
- Иберия — Мириан III, царь (284 — 361)
- Китай (Западная Цзинь) — У-ди (Сыма Янь), император (265 — 290)
- Корея (Период Трех государств):
  - Конфедерация Кая — Мапхум, ван (259 — 291)
  - Когурё — Сочхон, тхэван (270 — 292)
  - Пэкче:
    - Кои, король (234 — 286)
    - Чхэкке, король (286 — 298)

  - Силла — Юре, исагым (284 — 298)
- Лахмиды (Хира) — Амр I ибн Ади, царь (268 — 295)
- Паган — Хти Мин Ин, король[англ.] (242 — 299)
- Персия (Сасаниды) — Бахрам II, шахиншах (276 — 293)
- Раджарата — Махасена, король (277 — 304)
- Тоба:
  - Тоба Силу, вождь (277 — 286)
  - Тоба Чо, вождь (286 — 293)
- Чера — Перумкадунго, царь (257 — 287)
- Япония — Одзин, император (270 — 310)

## Европа
- Боспорское царство — Фофорс, царь (278 — 309)
- Ирландия — Фиаха Срайбтине, верховный король (285 — 322)
- Римская империя:
  - Диоклетиан, римский император (Восток) (284 — 305)
  - Максимиан, римский император (Запад) (286 — 305)
  - Марк Юний Максим, консул (286)
  - Веттий Аквилин, консул (286)

## Галерея
- Диоклетиан 
 284—305 
 Римский император
- Бахрам II 
 276—293 
 Шахиншах Персии
- У-ди 
 265—290 
 Император Западной Цзинь
- Одзин 
 270—310 
 Японский император
- Мириан III 
 284—361 
 Царь Иберии